# Хачилаев, Хочбар Магомедович
Хочбар Магомедович Хачилаев (27 апреля 1991, Махачкала, Дагестанская АССР, РСФСР, СССР) — российский спортсмен, чемпион мира по  бразильскому джиу-джитсу, чемпион Европы по грэпплингу. 

## Спортивная карьера
В спорт его привёл отец, когда ему было 7-8 лет, выбор был между карате и вольной борьбой, первоначально занимался карате, на протяжении полугода, после чего перешёл на вольную борьбу. Вольной борьбой занимался где-то 10 лет, после чего на некоторое время оставил борьбу, занимался в тренажёрном зале, пока ему друзья не предложили заниматься грэпплингом. Так как у него была база вольной борьбы, переход в грэпплинг не доставил ему проблем. В 2017 году один из тренеров, Магомед Керимов, ему предложил побороться по бразильскому джиу-джитсу на чемпионате мира в Москве, где стал чемпионом по синим поясам, с этого года также занимался этим видом спорта. В апреле 2018 года стал чемпионом мира по бразильскому джиу-джитсу в ОАЭ. В апреле 2019 года стал чемпионом Европы по грэпплингу в Бухаресте. В начале октября 2020 года стал обладателем Кубка России по грэпплингу в Наро-Фоминске. В конце декабря 2020 года в чеченском городе Шали стал чемпионом России по грэпплингу. В апреле 2021 года стал чемпионом Европы по грэпплингу в Варшаве.

## Личная жизнь
Является сыном Магомеда Хачилаева (1957 — 2000) — российского спортсмена, бизнесмена, политического и общественного деятеля. Дядя: Надиршах Хачилаев (1959 — 2003) — депутат Госдумы Федерального собрания Российской Федерации II созыва, другой дядя: Адам Хачилаев (1966—1993) — чемпион СССР по карате. Имеет высшее образование. Заочно окончил Дагестанский государственный технический университет по специальности бухгалтерский учёт. Женат, имеет двух дочерей. Был депутатом собрания Лакского района.